# بیمارستان ادوکیت گود ساماریتان

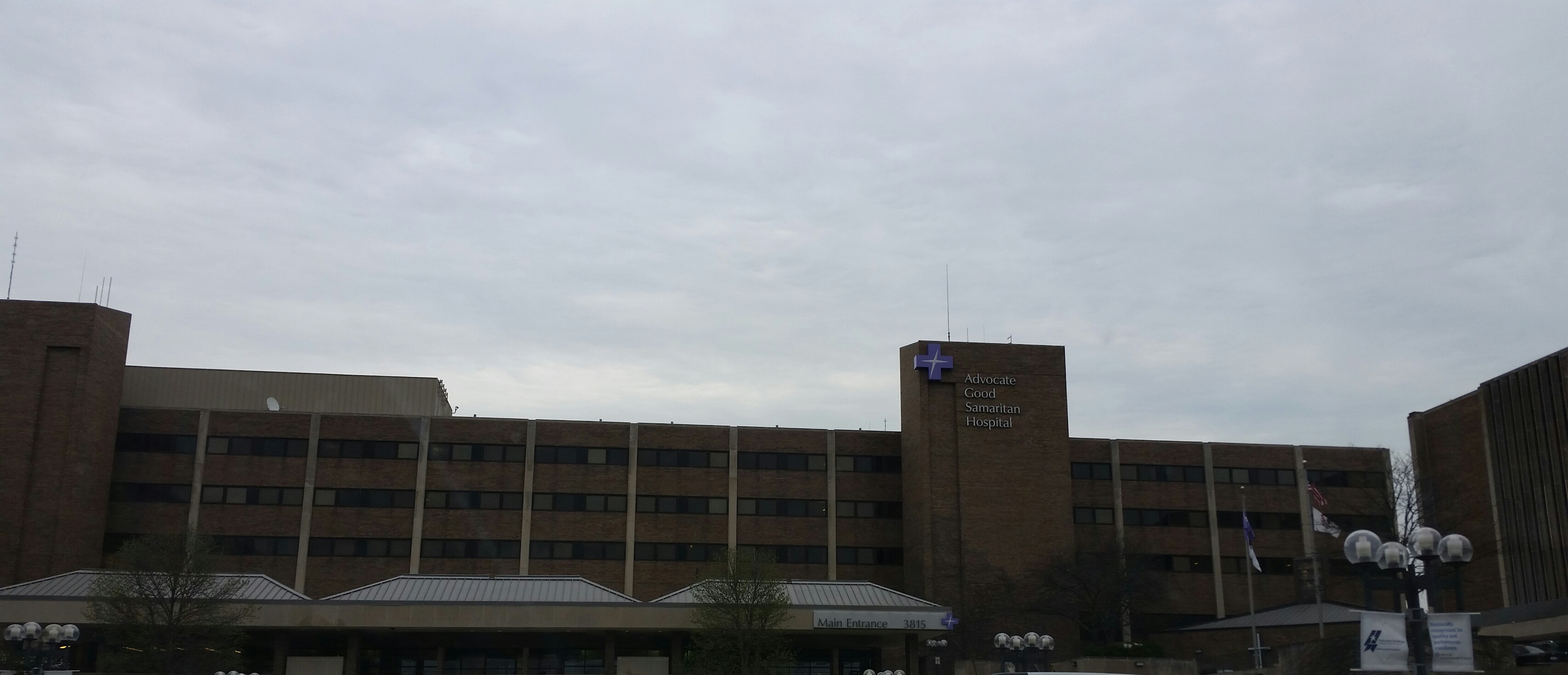
ورودی اصلی بیمارستان ادوکیت گود ساماریتان

بیمارستان ادوکیت گود ساماریتان (به انگلیسی: Advocate Good Samaritan Hospital) بیمارستانی خصوصی در ایالات متحده آمریکا است .